# Art&fiction
 (avril 2022).
Si vous disposez d'ouvrages ou d'articles de référence ou si vous connaissez des sites web de qualité traitant du thème abordé ici, merci de compléter l'article en donnant les références utiles à sa vérifiabilité et en les liant à la section « Notes et références ».
art&fiction est une association créée en 2000 à Lausanne en Suisse. Elle gère les éditions art&fiction, spécialisées dans les livres d’artistes,.

## Historique
La maison d'édition est créée en 2000 à Lausanne par Stéphane Fretz et Christian Pellet. Elle ouvre une antenne en 2002 à Genève.
Depuis 2006, art&fiction produit et diffuse ses livres dans un lieu au centre de Lausanne offrant un programme d'expositions, de lectures, de concerts et de stages. 
En 2007 un siège est établi à Genève, cette même année, art&fiction rejoint le réseau d'éditeurs indépendant R-diffusion à Strasbourg, ainsi que le Cercle des libraires et éditeurs de Genève. Dès 2008, la coproduction et diffusion de monographies est inaugurée, dans un premier temps en collaboration avec l'éditeur zurichois Niggli Verlag. 
En 2010, le projet « Mode de vie » réunit 107 artistes pour une tournée d'expositions et deux publications.
En 2020, le festival XXaf propose 20 événements gratuit et interdisciplinaires en Suisse romande.

## Collections
- Document
- ShushLarry
- Pacific
- Sonar
- Varia
- Monographies
- Re:Pacific

## Principaux artistes et auteurs publiés
Pierre Aubert, Raphaël Aubert, Pascale Favre, Jérôme Stettler, Claudius Weber, Philippe Fretz, Alexandre Friederich,  Christine Sefolosha, Julia Sørensen, Frédéric Clot, Niklaus Manuel Güdel, Marcel Miracle, Tito Honegger, Stéphane Zaech, François Burland, Hubert Renard, Sarah Hildebrand, Zivo, Marisa Cornejo, Flynn Maria Bergmann, Alessandro Mercuri, Pierre Escot, Barbara Polla, Fabienne Radi, David Bosc, Laurence Boissier, Cécile Mainardi, Antoine Jaccoud, Hubert Renard.

## Distinctions
- 2010 : Prix des Charmettes – J.-J. Rousseau  pour Au-delà Lisboa de Marcel Miracle.
- 2015 : Prix Société Suisse des Beaux-Arts et visarte.suisse pour la diffusion d’art visuel en Suisse.
- 2017 : Prix suisse de littérature pour Inventaire des lieux de Laurence Boissier[6]
- 2018 : Prix des lecteurs de la Ville de Lausanne pour Rentrée des classes de Laurence Boissier
- 2018 : Prix Pittard de l'Andelyn pour Rentrée des classes de Laurence Boissier[7]
- 2020 : Prix du plus beau livre du monde (de) pour l'Almanach ECART. Une archive collective, 1969-2019, coédité avec la Haute École d'art et de design Genève[8]
- 2022 : Prix suisse de littérature pour Émail Diamant de Fabienne Radi[9]